# Età teodosiana
La cosiddetta età teodosiana rappresentò, nell'ambito dell'intera storia romana, il periodo che grossomodo va dal 379 al 455, quando entrambe le metà dell'Impero erano governate da membri della dinastia teodosiana.

## Accadimenti politici e militari
Riguardo ai principali eventi politico militari si rimanda per ogni approfondimento alla voce riguardante la dinastia teodosiana.

## Società e governo

### Insediamento di barbari nelle province

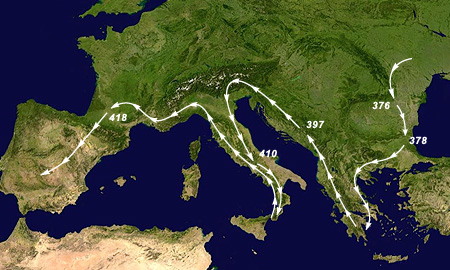
Migrazione principale dei Visigoti

Nel 376 i Visigoti, scacciati dalle loro sedi dagli attacchi degli Unni, chiesero all'Imperatore Valente il permesso di stabilirsi sulla riva sud del Danubio e vennero accettati nell'Impero come foederati. Fino a quel momento, i Foederati erano esclusivamente extra fines, ovvero continuavano a risiedere al di fuori dei confini dell'Impero, impegnandosi a non invadere l'Impero e anzi aiutarlo contro incursioni di altre popolazioni barbariche, costituendo dunque una prima linea di difesa avanzata. Fino a quel momento, vi erano stati casi (deditio) in cui l'Impero aveva accolto intra fines, cioè all'interno dei confini, delle popolazioni barbariche, insediandoli come contadini non liberi in zone di confine desolate, ma in tal caso i Romani, per precauzione, disperdevano i popoli insediati per deditio (i cosiddetti dediticii) in modo da distruggere la loro coesione e renderli facilmente controllabili. Nel caso dei Visigoti ciò non fu fatto: ad essi fu permesso di mantenere la loro coesione tribale all'interno dell'Impero, costituendo così il primo caso di Foederati intra fines, ovvero Foederati insediati all'interno dei confini dell'Impero.
Dopo la sconfitta delle legioni romane nella battaglia di Adrianopoli (378) contro i Goti che si erano rivoltati dopo essersi insediati intra fines con il permesso di Valente, Teodosio (chiamato alla guida dell’impero d’Oriente da Graziano dopo la morte di Valente) e i suoi successori adottarono una nuova strategia di contenimento nei confronti dei barbari. In seguito a quest'evento, traumatico per la leadership imperiale e per il sistema romano nel suo complesso, gli imperatori, incapaci di fermare le invasioni militarmente, cominciarono ad adottare politiche di appeasement basate sui sistemi della hospitalitas e della foederatio, ovvero su meccanismi che consentissero l'integrazione e l'assimilazione delle genti che premevano lungo il limes romano. La battaglia, inoltre, accelerò quel processo di apertura all'immigrazione barbarica che già da secoli preoccupava i romani e li vedeva costretti a stipulare patti di accoglienza con le popolazioni d’oltre Danubio che richiedevano di stabilirsi nell'Impero.
Il 3 ottobre 382 fu firmata la pace tra Impero e Goti. Tervingi e Grutungi divennero Foederati dell'Impero, e ottennero terre in Moesia II e in Scythia Minor, e forse anche in Macedonia; fu loro permesso di stabilirsi all'interno dell'Impero, e, anche se non fu loro riconosciuto un capo unico, di mantenere la loro coesione tribale: in cambio i Goti avrebbero dovuto fornire contingenti alleati all'esercito romano. Temistio, retore di Costantinopoli, in un discorso pronunciato nel gennaio 383 al senato bizantino, cercò di raffigurare come "vittoria romana" il trattato di pace (foedus) tra l'Impero e i Goti, nonostante ai Goti fossero state concesse condizioni favorevoli senza precedenti. In tale discorso, Temistio argomentò che Teodosio, mostrando come virtù il perdono, invece di vendicarsi dei Goti sterminandoli in battaglia, decise invece di stringere un'alleanza con essi, ripopolando così la Tracia, devastata dalla guerra, di contadini goti al servizio dell'Impero; Temistio concluse il discorso rammentando come i Galati fossero stati assimilati, con il passare dei secoli, dalla cultura greco-romana ed esprimendo la convinzione che sarebbe accaduto lo stesso con i Goti.
Questa politica di accomodamento con i Goti non fu condivisa da diverse personalità dell'epoca, come lo storico pagano Eunapio, che riteneva che i Goti, o almeno una fazione di essi, fingessero soltanto di servire fedelmente l'Impero, ma in realtà tramassero per cagionarne la rovina dall'interno:
(Eunapio, frammento 60.)
Come afferma Eunapio, non tutti i Goti tramavano tali infidi intrighi contro l'Impero, ma alcuni avevano deciso di servirlo fedelmente: questa fazione era capeggiata dal guerriero pagano Fravitta, mentre la fazione che tramava contro l'Impero era capeggiata da un certo Eriulfo. Intorno al 392, durante uno dei banchetti dell'Imperatore con i capi goti, Fravitta ed Eriulfo litigarono perché Eriulfo confessò i suoi piani di tradire l'Impero: Fravitta uccise Eriulfo e quando i seguaci di quest'ultimo tentarono di vendicare il loro capo, le guardie del corpo di Teodosio intervennero salvando Fravitta. Fravitta, secondo Eunapio, servì fedelmente l'Impero fino alla fine.
Nel corso del suo regno, Teodosio ammise anche altri gruppi di Goti all'interno dell'Impero. Nel 386, sconfisse i Goti Greutungi e li insediò in Asia Minore. Furono proprio questo gruppo di Goti a rivoltarsi in seguito, capeggiati da Tribigildo.
I Goti accettarono di assistere l'imperatore Teodosio nella campagna contro l'usurpatore Eugenio, che aveva usurpato il trono d'Occidente con l'assistenza del generale franco Arbogaste in seguito alla morte in circostanze sospette dell'imperatore d'Occidente Valentiniano II. Nella battaglia del Frigido, in cui Teodosio ebbe la meglio sull'usurpatore, diecimila Goti che servivano nell'esercito di Teodosio perirono; quando, dopo la vittoria sull'usurpatore, furono inviati nelle loro terre nella Tracia settentrionale, il malcontento nei confronti dell'Impero cominciò a serpeggiare: i Goti temevano che l'Imperatore li avesse esposti in prima linea per indebolirli in modo da annullare la loro autonomia revocando loro il rango di foederati.
Quando poi, spentosi Teodosio, i nuovi imperatori Arcadio e Onorio si rifiutarono di continuare a pagare il sussidio ai Goti, i Goti si rivoltarono eleggendo loro capo unico Alarico; anche questi era adirato con l'Impero in quanto Teodosio gli aveva promesso la carica di magister militum in caso di successo nella battaglia del Frigido, promessa poi non mantenuta. I Goti di Alarico, in rivolta, devastarono la Tracia e la Grecia finché il primo ministro dell'imperatore d'Oriente Arcadio, Eutropio, non decise di concedere loro ciò che pretendevano, ovvero il rinnovo del trattato del 382 a condizioni più favorevoli per i Goti, con la concessione di nuove terre in Macedonia, e la nomina del loro capo, Alarico, a magister militum per Illyricum.
Sinesio, intorno al 397-399, si recò a Costantinopoli e recitò all'Imperatore un suo componimento in cui esortava l'Imperatore a espellere i Barbari dall'esercito romano:
(Sinesio, De regno, 14-15.)
Basandosi sulle opere di Sinesio (De regno e De providentia), gran parte della storiografia moderna ha dedotto che all'epoca a Costantinopoli vi fossero due partiti in contrapposizione tra di loro, uno antigermanico e uno germanico: quello germanico era favorevole all'ammissione dei Barbari all'interno dell'Impero e dell'esercito, quello antigermanico invece voleva espellerli. Questo partito antigermanico, costituito da senatori e ministri legati alle tradizioni romane, si sarebbe opposto al governo di Eutropio, accusato di essere troppo accondiscendente nei confronti di Alarico e dei foederati goti, e sarebbe stato guidato da Aureliano. Recentemente, tuttavia, alcuni studiosi hanno messo in forte dubbio questa interpretazione delle opere di Sinesio e soprattutto l'effettiva esistenza di questi due partiti.
Nel 399, dei reggimenti dell'esercito romano costituiti soprattutto da Goti e insediati in Asia Minore, si rivoltarono sotto il comando del generale di origini gotiche Tribigildo e cominciarono a devastare l'intera Anatolia. Eutropio inviò i generali Gainas e Leone contro Tribigildo, ma Leone fu sconfitto e ucciso in battaglia dall'esercito ribelle, mentre Gainas rimase in inazione. Si ebbero successivamente forti sospetti che il generale di origini gotiche Gainas fosse colluso con il suo connazionale Tribigildo. Entrambi infatti provavano risentimento per Eutropio ed entrambi volevano ottenerne la rovina. Per porre fine alla rivolta, Arcadio fu costretto ad acconsentire alle richieste di Tribigildo, consistenti nella rimozione di Eutropio: nel luglio 399, Eutropio fu destituito ed esiliato a Cipro, per poi essere richiamato qualche tempo dopo dall'esilio e infine giustiziato a Calcedonia nello stesso anno.
Secondo l'interpretazione tradizionale della storiografia moderna, a questo punto avrebbe preso il potere il partito antigermanico, grazie alla nomina del suo principale esponente, Aureliano, a prefetto del pretorio d'Oriente. La presa del potere di Aureliano e del partito antigermanico avrebbe scontentato Gainas, che era di origini gotiche, e che quindi si rivoltò insieme a Tribigildo per costringere Arcadio a destituire dal potere Aureliano e gli altri esponenti del partito antigermanico. Secondo altri studiosi, invece, Aureliano non avrebbe mostrato alcuna tendenza antigermanica, ma avrebbe continuato, come Eutropio, a mettere in secondo piano Gainas, non concedendogli cariche di rilievo, e ciò avrebbe spinto Gainas a tramarne la destituzione. Alla fine Arcadio fu costretto a destituire del potere Aureliano e i suoi collaboratori, sostituendoli con uomini di fiducia di Gainas (aprile 400).
Gainas a questo punto era diventato la personalità più potente dell'Impero romano d'Oriente. Numerose fonti antiche lo accusano di aver occupato la stessa capitale Costantinopoli con migliaia di truppe gotiche. Alcuni studiosi hanno messo in forte discussione questa tesi, sostenendo che i Goti presenti nella capitale fossero soprattutto civili. Il 12 luglio 400, la popolazione di Costantinopoli, temendo che Gainas intendesse saccheggiare Costantinopoli per prendere il potere, insorse trucidando inferocita tutti i goti presenti nella Capitale. Gainas in quel momento era fuori città e fu proclamato "nemico pubblico" dell'Impero dall'Imperatore Arcadio, che ritenne fondati i sospetti. Gainas saccheggiò conseguentemente la Tracia e tentò di attraversare l'Ellesponto per passare in Asia, ma la sua traversata fu impedita dalla flotta romana condotta dal generale gotico Fravitta, che inflisse all'esercito di Gainas pesanti perdite. Gainas tentò allora la fuga a nord del Danubio, ma fu attaccato e ucciso dagli Unni di Uldino, il quale inviò la testa del ribelle all'Imperatore Arcadio (dicembre 400). Nel frattempo Aureliano e gli altri funzionari destituiti ed esiliati da Gainas furono liberati e poterono tornare nella capitale.
La rovina di Gainas determinò la liberazione dell'Impero d'Oriente dai foederati barbari; dopo la rovina di Gainas, Alarico fu privato della carica di magister militum per Illyricum e fu costretto a cercare un insediamento per il suo popolo altrove; probabilmente Arcadio sfruttò l'alleanza con gli Unni di Uldino per costringere i Goti di Alarico a sloggiare dalle province dell'Oriente romano. Alarico, disperando di riuscire a raggiungere un nuovo accordo con Arcadio, decise quindi di invadere le province dell'Occidente romano, sperando di riuscire a costringere Onorio a concedere ai Goti di insediarsi, in qualità di foederati, in una provincia dell'Impero d'Occidente. L'Impero d'Oriente riuscì così a liberarsi dei Goti di Alarico, che diventarono da quel momento in poi un problema dell'Impero d'Occidente. Dopo la vittoria su Gainas, l'esercito romano-orientale continuava comunque a comprendere truppe barbare, ma a differenza di prima, esse non erano condotte dai loro capi tribù, come nel caso dei foederati, ma erano sotto il comando di generali romani. L'Impero d'Oriente, liberandosi dall'influenza dei foederati, riuscì così a preservarsi dalla rovina, cosa che invece non riuscì all'Occidente romano, che sarebbe caduto nel 476 proprio in seguito a una rivolta di foederati condotti da Odoacre.
Invece l'Occidente romano fu travolto dalle invasioni barbariche. Nel novembre 401 i Visigoti di Alarico, approfittando del fatto che Stilicone fosse impegnato a respingere un'incursione dei Vandali in Rezia e Norico, invasero l'Italia. Stilicone riuscì però a respingere l'invasione, vincendo Alarico a Pollenzo (402) e a Verona (403), pur non infliggendogli il colpo di grazia. Orosio, storico ecclesiastico ostile a Stilicone, accusò il generale di tradimento per aver risparmiato Alarico dopo averlo più volte vinto:
(Orosio, Storia contro i Pagani, VII,37.)
È possibile che Stilicone non avesse annientato Alarico e i suoi Goti perché li considerava non semplici invasori ma foederati da ricondurre all'obbedienza e che sarebbero potuti tornare utili come alleati. In effetti Sozomeno attesta che nel 405 Alarico era al servizio dell'Impero d'Occidente come generale (probabilmente con la carica di Comes Illyrici), e si era insediato nella «regione dei Barbari ai confini di Dalmazia e Pannonia» (da identificare secondo la maggior parte degli studiosi con i distretti di frontiera a cavallo tra Dalmazia e Pannonia, quindi con territori romano-occidentali appartenenti alla diocesi di Pannonia, anche se il consenso non è unanime e diversi studiosi la identificano con una provincia dell'Illirico Orientale ai confini della pars occidentalis, come Moesia I e Praevalitana). In quello stesso anno Alarico ricevette da Stilicone l'ordine di invadere l'Epiro per sottrarla all'Impero d'Oriente; Stilicone intendeva vincere la disputa con Costantinopoli per il possesso delle diocesi di Dacia e Macedonia sfruttando l'alleanza con il re goto. Stilicone non poté però raggiungere Alarico in Epiro perché nuove invasioni barbariche travolsero l'Impero.
La migrazione degli Unni nella pianura ungherese spinse molte delle popolazioni ad ovest dei Carpazi e in fuga dagli Unni a invadere l'Impero. Radagaiso, alla testa di un'orda di Goti, invase l'Italia tra il 405 e il 406, ma fu sconfitto e ucciso dall'esercito di Stilicone a Fiesole (23 agosto 406) e l'invasione fallì. Invece i Vandali, Alani e Svevi, dopo aver attraversato il Reno il 31 dicembre 406, devastarono la Gallia senza trovare opposizioni, approfittando del fatto che Stilicone, per poter difendere con successo l'Italia dalle invasioni di Alarico e Radagaiso, aveva sguarnito di truppe la frontiera del Reno. Ad aggravare la situazione, Costantino III, un usurpatore proclamato dalle legioni della Britannia in rivolta, tra il 407 e il 408 sottrasse al controllo del governo di Ravenna Gallia e Hispania con il pretesto di difenderle dai Barbari. A causa dei disastri in Gallia, Stilicone fu costretto ad annullare la spedizione contro Costantinopoli in alleanza con Alarico. Stilicone intendeva risolvere la crisi gallica inviando i Foederati di Alarico, insieme alle legioni romane, contro l'usurpatore Costantino. Prima che si potesse raggiungere un nuovo accordo con Alarico, tuttavia, quella fazione della corte ostile a Stilicone accusò il generale di tradimento e, convinto l'Imperatore Onorio, riuscì a farlo giustiziare (408).
Il partito antibarbarico capeggiato dal magister officiorum Olimpio, dopo aver preso il potere in seguito alla caduta di Stilicone, rifiutò di negoziare con Alarico ma anche di affrontarlo in guerra. Nel frattempo Alarico fu rinforzato da numerosi mercenari barbari serventi nell'esercito di Stilicone che decisero di unirsi al re goto per ottenere la loro vendetta sui Romani che, in seguito all'ascesa del partito antibarbarico, avevano osato massacrare le loro famiglie. Alarico invase l'Italia senza trovare opposizioni: dopo aver inutilmente negoziato più volte la pace con Ravenna, richiedendo per sé e per il suo popolo un insediamento nel Norico, e aver proclamato e deposto persino un usurpatore, Attalo, in opposizione a Onorio, Alarico, frustrato, assediò per la terza volta Roma, espugnandola e saccheggiandola per tre giorni (24 agosto 410). Dopo aver tentato invano di invadere la Sicilia e l'Africa, Alarico perì in Calabria nel 410. Il suo popolo, eletto re Ataulfo, cognato di Alarico, ricominciò la risalita verso la Gallia, che invasero nel 412.

La Spagna nel V secolo, con le popolazioni vandaliche di Asdingi (nel nord-ovest) e Silingi (nel sud).

Nel frattempo, nel 409, la Spagna fu invasa da Vandali, Alani e Svevi, che se la spartirono tra loro:
(Idazio, Cronaca, s.a. 411.)
Una parvenza di ritorno all'ordine si riottenne solo quando il comando delle armate romane fu affidato all'abile generale Flavio Costanzo. Questi riuscì a stabilizzare l'impero sconfiggendo gli usurpatori gallici ed ispanici. Egli inoltre, abilmente, riuscì a bloccare tutte le vie di rifornimento ai Goti, costringendoli a soffrire la fame, e spingendoli ad accettare la pace a condizioni non troppo favorevoli per loro. In base all'accordo del 415 tra Costanzo e il re visigoto Vallia, i Visigoti avrebbero combattuto per conto dell'Impero i Barbari in Spagna e in cambio avrebbero ottenuto terre dove insediarsi in Aquitania. Secondo Orosio anche gli altri invasori barbari insediatesi in Spagna avrebbero cercato tuttavia di ottenere dal governo centrale il riconoscimento quali foederati di Roma:
(Orosio, Storia contro i pagani, VII,43.)
Grazie all'alleanza con Vallia, Costanzo riuscì a indebolire considerevolmente i Barbari insediatisi in Spagna: tra il 416 e il 418 vennero quasi completamente annientati i Silingi nella Betica e gli Alani nella Lusitania e nella Cartaginense, restituendo ai Romani quelle province. Nel 418 tutta la Spagna era controllata dall'Impero, a parte la provincia di Galizia spartita tra Vandali Asdingi e Svevi.
Soddisfatto per i risultati, nel 418 Costanzo richiamò i Visigoti in Gallia e concesse loro di insediarsi nella Valle della Garonna, in Aquitania. Probabilmente l'Aquitania fu scelta come luogo di insediamento dei Visigoti in quanto luogo sufficientemente vicino sia alla Galizia che all'Armorica, dove probabilmente Costanzo intendeva impiegare i Goti sia per sconfiggere i residui gruppi barbari in Spagna che i ribelli Bagaudi nella Gallia nord-occidentale. I Goti ottennero il possesso di un terzo o dei due terzi delle terre e delle case nel territorio dove si insediarono, in base alla hospitalitas, e ottennero l'esenzione dalle tasse; il territorio di insediamento continuava comunque a rimanere parte dell'Impero, tanto che per qualche tempo continuarono ad operare nella regione i funzionari civili romani. Costanzo, conscio comunque che la presenza dei Visigoti in Aquitania minacciava di separare quella regione dall'Impero, tentò di limitare i danni, istituendo nel 418 il concilio delle sette province della Gallia; in questo modo permetteva ai proprietari terrieri dell'Aquitania di mantenersi in contatto con il resto dell'Impero, cercando di limitare quel fenomeno che vedeva i proprietari terrieri cercare l'appoggio dei Barbari per scongiurare il pericolo di una confisca delle loro terre.
Nel 420 i Vandali migrarono dalla Galizia in Betica, e nel 422 sconfissero in Betica un esercito romano comandato da Castino e rinforzato da foederati Visigoti, forse a causa del tradimento di questi ultimi. Tra il 425 e il 428 devastarono la Spagna meridionale e le Isole Baleari, e nel 429 invasero l'Africa. Nel 435 la pace di Trigezio riconosceva loro il possesso di Mauritania e di parte della Numidia, ma, non soddisfatti, nel 439 violarono la pace e conquistarono Cartagine. I Vandali costruirono una flotta di pirati e nel 440 saccheggiarono la Sicilia. Nel 442 un trattato di pace con l'Impero riconosceva ai Vandali il possesso di Africa Proconsolare, Byzacena e di parte della Numidia, mentre all'Impero venivano restituite le Mauritanie e la parte occidentale della Numidia, province però pesantemente devastate dai Vandali. Inoltre il trattato di pace del 442 riconosceva i Vandali come stato sovrano completamente indipendente dall'Impero, e non più come Foederati.

Le conquiste di Re Rechila (438-448).

Nel frattempo, sembra che la situazione subì un leggero miglioramento in Spagna, dove, con la partenza dei Vandali per l'Africa, erano rimasti solo gli Svevi in Galizia. Il panegirico di Merobaude asserisce che in Spagna, dove prima «più niente era sotto controllo,... il guerriero vendicatore [Ezio] ha riaperto la strada un tempo prigioniera e ha cacciato il predatore [in realtà andatosene in Africa per propria iniziativa], riconquistando le vie di comunicazione interrotte; e la popolazione è potuta ritornare nelle città abbandonate». Sembra che l'intervento di Ezio in Spagna si fosse limitato a negoziazioni diplomatiche con gli Svevi in modo da raggiungere a un accomodamento tra Svevi e abitanti della Galizia, nonostante le pressioni esercitate da alcuni ispano-romani, che avrebbero preferito un intervento militare. Ezio non intendeva però perdere soldati nella riconquista di una provincia poco prospera quale la Galizia e si limitò a ripristinare il dominio romano sul resto della Spagna, che ricominciò di nuovo a far affluire entrate fiscali nelle casse dello stato a Ravenna. La situazione cambiò di nuovo a partire dall'ascesa del nuovo re svevo Rechila nel 438: tra il 439 e il 441 Rechila espanse notevolmente il dominio degli Svevi in Spagna, conquistando Lusitania, Betica e Cartaginense e riducendo il territorio ispanico rimasto sotto il controllo dell'Impero alla sola provincia di Tarraconense. La spedizione del 446 del generale romano Vito per riconquistare almeno Betica e Cartaginense risultò un fallimento, anche se in seguito, probabilmente nel 452, gli Svevi decisero di restituire ai Romani almeno la provincia di Cartaginense.
Infine in Gallia Ezio tentò di stabilizzare il controllo romano sulla regione facendo affidamento soprattutto sui mercenari Unni. Grazie all'impiego dei mercenari Unni, Ezio riuscì a impedire ai Visigoti di conquistare Narbona nel 436, e a sconfiggere Burgundi e Bagaudi nella Gallia Settentrionale intorno al 436-437. Nel 439 i Visigoti accettarono di nuovo la pace con l'Impero alle stesse condizioni del trattato di pace del 418. La Gallia a nord della Loira, da allora detta Gallia Ulteriore, rimaneva in ogni modo una regione in cui il controllo effettivo dell'Impero era alquanto precario, trattandosi piuttosto di un territorio militarizzato conteso tra le autorità imperiali, i gruppi separatisti Bagaudi e gli invasori Barbari, come Franchi e Alemanni. Per tentare di stabilizzare i territori minacciati dalle rivolte dei Bagaudi, Ezio decise di insediare in quei territori Foederati barbari, assegnando loro un terzo o, come nel caso dei Burgundi, due terzi delle terre: tra il 440 e il 442 insediò Alani in Armorica affidando loro l'incarico di reprimere le rivolte dei Bagaudi, mentre nel 442/443 insediò i Burgundi in Sapaudia (nei pressi del lago di Ginevra) affinché difendessero l'Impero contro altre minacce. Questi stanziamenti di barbari foederati, che avevano l'incarico di tenere a bada i ribelli e difendere le frontiere da altri barbari, generarono le proteste dei proprietari terrieri gallici, molti dei quali furono espropriati dei loro possedimenti da questi gruppi di foederati. La politica dei trattati, con i quali si permetteva ai barbari di insediarsi all'interno dell'Impero, stava erodendo sempre di più il territorio controllato di fatto dall'Impero, ma non si poteva fare altrimenti, perché non si riuscivano più a respingere questi invasori. I foederati Alani di re Goar insediati in Armorica si rivelarono comunque utili all'Impero reprimendo con successo, tra il 446 e il 448, la rivolta dei Bagaudi condotti da Tibattone.
Quando nel 455 si spense Valentiniano III, ultimo esponente della dinastia teodosiana, l'Impero d'Occidente aveva perso il controllo di molti dei suoi precedenti territori, passati ai foederati Barbari. La Britannia era già stata completamente abbandonata dalle armate romane nel 410. L'Africa, a parte la Mauritania, una parte della Numidia e la Tripolitania, era andata perduta e le province che i Vandali avevano restituito all'Impero, oltre ad essere diventate improduttive a causa dei saccheggi dei Vandali, erano minacciate dai Mauri. In Hispania gli Svevi conservavano il controllo di Galizia, Lusitania e Betica e compivano incursioni nelle due province rimaste all'Impero, Cartaginense e Tarraconense. In Gallia l'Aquitania era sotto il controllo dei Visigoti e la regione della Sapaudia sotto il controllo dei Burgundi, mentre il territorio prossimo al Reno era controllato dai Franchi e dagli Alemanni. Inoltre la Tarraconense in Spagna e l'Armorica in Gallia nord-occidentale si rivoltarono più volte all'autorità centrale finendo in mano ai gruppi separatisti Bagaudi, che il governo centrale dovette più volte combattere. La Pannonia, infine, era stata sottomessa dagli Unni e, successivamente, dagli Ostrogoti. Il gettito fiscale delle province residue rimaste all'Impero era insufficiente per mantenere un esercito adeguato per recuperare terreno e l'instabilità politica sotto i suoi successori provocò infine il collasso definitivo dell'Impero nel giro di ventuno anni.

## Religione
Il 27 febbraio 380 gli imperatori Graziano, Teodosio I e Valentiniano II (quest'ultimo all'epoca aveva solo nove anni) emisero il cosiddetto
editto di Tessalonica, conosciuto anche come Cunctos populos, il quale dichiarò il cristianesimo secondo i canoni del credo niceno la religione ufficiale dell'impero, proibendo in primo luogo l'arianesimo e secondariamente anche i culti pagani. Per combattere l'eresia si esigette da tutti i cristiani la confessione di fede conforme alle deliberazioni del concilio di Nicea.
Il testo venne preparato dalla cancelleria di Teodosio I e successivamente venne incluso nel codice Teodosiano da Teodosio II. La nuova legge riconosceva alle due sedi episcopali di Roma e Alessandria d'Egitto il primato in materia di teologia. Il testo dell'editto è il seguente:
Cunctos populos, quos clementiae nostrae regit temperamentum, in tali volumus religione versari, quam divinum Petrum apostolum tradidisse Romanis religio usque ad nunc ab ipso insinuata declarat quamque pontificem Damasum sequi claret et Petrum Alexandriae episcopum virum apostolicae sanctitatis, hoc est, ut secundum apostolicam disciplinam evangelicamque doctrinam patris et filii et spiritus sancti unam deitatem sub pari maiestate et sub pia trinitate credamus. Hanc legem sequentes Christianorum catholicorum nomen iubemus amplecti, reliquos vero dementes vesanosque iudicantes haeretici dogmatis infamiam sustinere ‘nec conciliabula eorum ecclesiarum nomen accipere’, divina primum vindicta, post etiam motus nostri, quem ex caelesti arbitro sumpserimus, ultione plectendos.
DAT. III Kal. Mar. THESSAL(ONICAE) GR(ATI)ANO A. V ET THEOD(OSIO) A. I CONSS.»
Vogliamo che tutti i popoli che ci degniamo di tenere sotto il nostro dominio seguano la religione che san Pietro apostolo ha insegnato ai Romani, oggi professata dal Pontefice Damaso e da Pietro, vescovo di Alessandria, uomo di santità apostolica; cioè che, conformemente all'insegnamento apostolico e alla dottrina evangelica, si creda nell’unica divinità del Padre, del Figlio e dello Spirito Santo in tre persone uguali. Chi segue questa norma sarà chiamato cristiano cattolico, gli altri invece saranno considerati stolti eretici; alle loro riunioni non attribuiremo il nome di chiesa. Costoro saranno condannati anzitutto dal castigo divino, poi dalla nostra autorità, che ci viene dal Giudice Celeste.
DATO IN TESSALONICA NEL TERZO GIORNO DALLE CALENDE DI MARZO, NEL CONSOLATO QUINTO DI GRAZIANO AUGUSTO E PRIMO DI TEODOSIO AUGUSTO»
(Codice Teodosiano, xvi.1.2)
L'editto, pur proclamando il Cristianesimo religione di Stato dell'impero romano, non stabiliva alcuna direttiva specifica a proposito. Bisognerà attendere i cosiddetti decreti teodosiani, promulgati dallo stesso Teodosio I, che tra il 391-392 normarono l'attuazione pratica dell'editto di Tessalonica.
In Occidente fino a quel momento il paganesimo era stato tollerato. L'Imperatore Graziano, anche dopo l'editto, si limitò a rinunciare al titolo di pontefice massimo e a rimuovere l'Altare della Vittoria dall'edificio del senato, ma non lanciò nessuna persecuzione contro i pagani. Il senato romano, ancora pieno di pagani come Pretestato, Simmaco e Flaviano, protestò per la rimozione, ma tanta era l'influenza rivestita a corte da vescovi cristiani come Damaso e Ambrogio, che la delegazione pagana inviata dal senato non fu nemmeno ricevuta. Subito dopo la rimozione, Graziano fu ucciso da una rivolta condotta da Magno Massimo, che usurpò il trono, e l'Italia fu flagellata da una temibile carestia; questi eventi calamitosi furono interpretati dai pagani come una sorta di punizione che le divinità pagane avrebbero voluto infliggere all'Impero per l'empietà di Graziano e per il graduale abbandono del paganesimo. Il partito pagano riprese forza e nel 384 due senatori pagani, Pretestato e Simmaco, ricevettero cariche importanti alla corte di Valentiniano II: il primo divenne prefetto del pretorio d'Italia, il secondo prefetto della città di Roma. Pretestato riuscì nel corso del suo mandato a tutelare gli interessi dei pagani, riuscendo a far approvare un decreto per la prevenzione delle spogliazioni dei templi. Tuttavia, tre ulteriori tentativi per restaurare l'Altare della Vittoria fallirono, nonostante l'abilità oratoria di Simmaco.
Nel 391-392, nuovi decreti ("Decreti teodosiani") inasprirono le proibizioni verso i culti pagani e i loro aderenti, dando il via a una vera e propria persecuzione del Paganesimo. Furono distrutti molti templi e vennero avallati atti di violenza contro il paganesimo: uno dei più tragici fu la distruzione, nel 392 circa, del Serapeum di Alessandria, ad opera del vescovo di Alessandria Teofilo che, alla guida di un esercito di monaci, provocò l'uccisione di numerosi pagani che erano intenti alle loro funzioni sacre. Inoltre l'arcivescovo Giovanni Crisostomo organizzò una spedizione di asceti fanatici ad Antiochia per demolire i templi e far uccidere gli idolatri, mentre il vescovo Porfirio di Gaza fece radere al suolo il famoso tempio di Marnas.
Nel frattempo, nel 392, in Occidente, vi fu una reazione da parte dei pagani; dopo aver ucciso l'Imperatore legittimo Valentiniano II, il generale franco Arbogaste pose sul trono d'Occidente l'usurpatore Flavio Eugenio, che, pur essendo formalmente cristiano, era filoellenico; il nuovo regime accettò le richieste del partito pagano di abolire le leggi antipagane di Teodosio, e anche di restaurare in senato l'altare della vittoria. Due anni dopo, tuttavia, l'usurpatore Eugenio fu sconfitto dal legittimo Imperatore Teodosio I nella Battaglia del Frigido e, con tale sconfitta, le leggi antipagane furono ristabilite anche in Occidente.
Nel 395 i nuovi Imperatori, Arcadio e Onorio, ribadirono le leggi antipagane del loro predecessore, e ordinarono pene severe per i governatori che non applicassero queste leggi nella provincia di loro competenza. Tuttavia furono emanate anche leggi che proibivano la distruzione dei templi pagani, ritenuti comunque opere d'arte da preservare, come attestato da una legge del 399 che proibiva la distruzione dei templi pagani in Gallia e in Spagna. Fino al 408, comunque, in Occidente si seguì una politica religiosa tutto sommato moderata a causa dell'influenza del generale di origini vandaliche Stilicone, anche se le leggi antipagane furono comunque mantenute in vigore. La politica religiosa di Stilicone lo rese avverso sia ai pagani che ai cristiani. I cristiani, non trovando in lui un facile strumento di persecuzione, lo accusarono di tradimento; in particolare, Orosio riteneva che Stilicone intendesse restaurare il paganesimo, e, a tal fine, avrebbe avuto l'intenzione di detronizzare l'Imperatore Onorio e di porre sul trono al suo posto il figlio Eucherio, il quale avrebbe avuto l'intenzione di lanciare una nuova persecuzione contro i Cristiani. Anche i pagani tuttavia odiavano Stilicone, in quanto, avendo preso parte alla Battaglia del Frigido dalla parte di Teodosio, era stato uno degli artefici della distruzione della restaurazione pagana sotto l'usurpatore Eugenio. Nel 408 l'Imperatore Onorio, convinto da alcuni cortigiani, in particolare Olimpio, della fondatezza delle accuse di tradimento contro Stilicone, lo fece giustiziare.
Con l'esecuzione di Stilicone, prese il potere il partito antipagano, capeggiato da Olimpio, che emanò nuove leggi contro il paganesimo. Le leggi antipagane di Olimpio gli procurarono le congratulazioni di molti uomini di Chiesa, come Agostino. Olimpio si era attirato il favore degli uomini di Chiesa anche perché aveva aumentato i poteri civili dei vescovi, limitati fino a questo momento dalla legislazione moderata di Stilicone, e soprattutto aveva assegnato loro l'autorità di applicare le leggi antipagane nelle province di loro competenza, che spesso il governatore provinciale non applicava. Fu ordinata la distruzione di molti templi, la proibizione di giochi e banchetti, e l'espulsione di tutti i pagani dall'amministrazione imperiale e dall'esercito. A proposito di quest'ultima legge, lo storico pagano Zosimo narra la storia di Generido, un generale romano di fede pagana. Sulla base di questa legge, Generido avrebbe dovuto rinunciare a servire nell'esercito; Onorio, tuttavia, non volendo privarsi di un generale così competente, gli assicurò che per lui avrebbe fatto un'eccezione e non avrebbe applicato la legge al suo caso; Generido, tuttavia, ribadì che le leggi dovessero valere per tutti, anche per lui, al che Onorio accettò di abrogare la legge. Zosimo narra poi che a Generido fu affidata la difesa dell'Illirico Occidentale e che svolse in maniera lodevole il suo compito di difendere le province a lui affidate dalle incursioni dei barbari. La storia di Generido avvenne comunque dopo la caduta del regime di Olimpio, nel 409.
Una reazione pagana si ebbe a Roma tra il 409 e il 410 durante l'usurpazione di Attalo, appoggiata dal re visigoto Alarico. Attalo era pagano e, durante la sua breve usurpazione, ristabilì il paganesimo, anche se, al fine di rinforzare l'intesa con Alarico, decise di farsi battezzare da un vescovo ariano. Il partito pagano, ancora forte nella Città Eterna, auspicava, con l'aiuto dei Goti di Alarico, il ritorno a una politica di tolleranza nei confronti del paganesimo, la stessa applicata da imperatori come Costantino I e Valentiniano I. Tuttavia, il regime di Attalo durò pochi mesi; Attalo fu detronizzato dallo stesso Alarico, che, poco tempo dopo, avrebbe saccheggiato la stessa Roma (24 agosto 410).

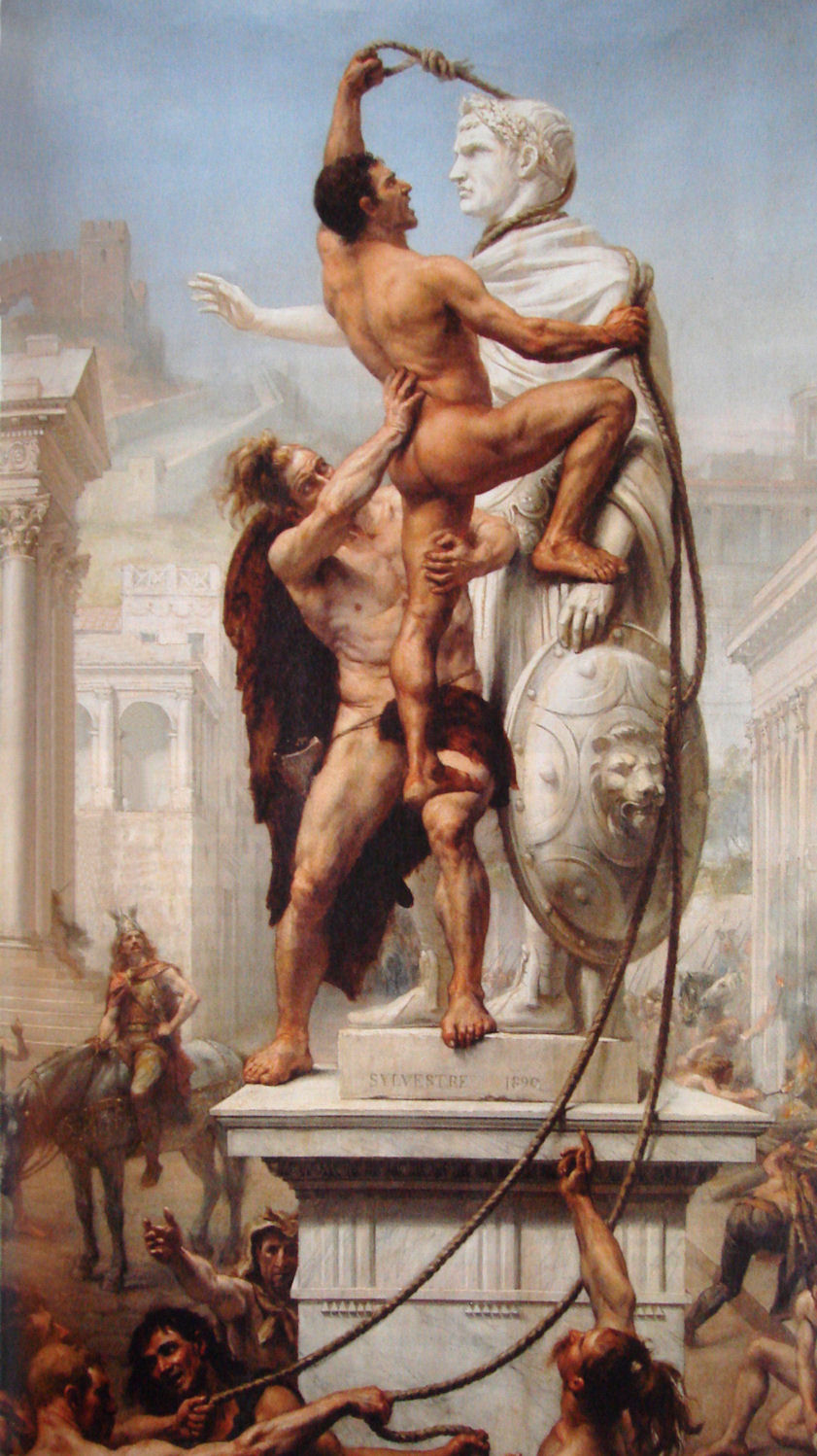
Sacco di Roma ad opera dei Visigoti in un quadro di JN Sylvestre del 1890

In seguito al Sacco di Roma compiuto dai Goti di Alarico, il cristianesimo risultò scosso, e i pagani attribuirono all'introduzione del cristianesimo e al conseguente abbandono del paganesimo la colpa di tutte le calamità che affliggevano in quel periodo l'Impero. Infatti, secondo i pagani, per colpa dell'abbandono degli antichi culti pagani, Roma avrebbe perso la protezione delle divinità pagane, con conseguente declino progressivo dell'Impero.
Proprio in risposta alle tante voci che si levarono contro gli empi monoteisti, accusati di aver suscitato contro Roma la giusta punizione delle divinità, Agostino d'Ippona fu spinto a scrivere il suo capolavoro, De civitate Dei. Nei primi tre libri dell'opera Agostino fa notare (citando episodi narrati da Tito Livio) ai pagani accusatori che anche quando erano pagani i Romani avevano subito tremende sconfitte, senza che però venissero incolpati di questo gli dei pagani:
Secondo Agostino, si possono identificare due città, ovvero due comunità fondamentali in cui sono riuniti gli esseri umani: la città di Dio, cioè la comunità di coloro cui la prescienza divina ha accordato la fede in virtù della sua grazia, e che saranno destinati a salvarsi e risorgere, e la città degli uomini, ovvero la comunità governata dall'amor sui (dall'amore di sé) e delle ricchezze terrene, opposta alla prima. Sebbene scelga come simboli Gerusalemme e Roma, cioè la Chiesa e l'Impero Romano, Agostino non identifica mai la città di Dio con la Chiesa (perché anche in essa convivono buoni e cattivi), né fa coincidere la città terrena con uno stato preciso. Fu questa tuttavia l'interpretazione che allora prevalse tra gli esegeti dell'opera agostiniana, secondo cui la città di Dio è rappresentata sulla terra dalla Chiesa come comunità dei credenti animati dall'amor Dei, mentre la città degli uomini venne identificata in tutto e per tutto con Roma e con il suo impero.

Per proteggere la Chiesa dalle accuse di provocare la dissoluzione della civiltà romana, Agostino aveva piuttosto voluto spiegare che l'Impero aveva sì avuto, fino a un certo momento, la funzione di riunire e sussumere sotto un'unica autorità tutti i popoli dapprima dispersi, ma ora trovava le ragioni della sua decadenza nella suprema volontà di Dio, secondo cui sarà la Chiesa, da questo momento in poi, a guidare gli uomini verso l'unica salvezza possibile, quella rappresentata dalla fede. La sua decadenza non poteva, quindi, essere imputata in alcun modo alla religione cristiana, ma era il frutto di un processo storico teleologicamente preordinato da Dio in funzione della risurrezione di quegli uomini che, vivendo nella misericordia di Dio ed evitando di smarrire la propria libertà nel cedimento alle tentazioni malvagie, avrebbero potuto godere della salvezza divina quando la città degli uomini sarebbe stata distrutta per sempre. In questo senso la decadenza di Roma venne interpretata come un preannuncio di questa prossima distruzione e, quindi, come una esortazione per gli uomini ad abbandonare l'attaccamento alle cose terrene per volgersi al solo Bene rappresentato da Dio; fu un'interpretazione che si protrasse per tutto il Medioevo, specie in seguito alle lotte per la supremazia tra il Papa e il Sacro Romano Impero.
Anche il cristiano Paolo Orosio cercò nella sua Storia contro i pagani di ribattere alle accuse rivolte dai pagani contro i cristiani. Orosio redasse la Storia contro i Pagani in VII libri intorno al 420, su richiesta di Agostino da Ippona.

## Esercito
Nel corso del periodo del Tardo Impero romano, i proprietari terrieri erano tenuti a fornire reclute in proporzione alle dimensioni delle proprie tenute. Essi dovevano essere presi dalla classe sociale dei coloni, essendo la classe servile da sempre esclusa dall'esercito romano. Le leggi del Codice Teodosiano rivelano che le reclute erano urgentemente richieste, a tal punto che nemmeno le tenute dell'Imperatore stesso erano esentate dalla leva. Al tempo della guerra gildonica, i senatori opposero strenua resistenza al reclutamento dei soldati tra i propri coloni. Come risultato della loro resistenza, ottennero nel 397 l'opzione di pagare venticinque solidi al posto di ogni recluta che rifiutavano di prestare all'esercito.
L'esclusione dei senatori dell'esercito, unita alla proibizione per cittadini ordinari di portare armi, aveva prodotto il risultato di un decadimento del vigore marziale presso i Romani. Risultato di ciò è che l'esercito si riempì di mercenari barbari, e persino le più ambite cariche militari erano detenute per lo più da Germani. L'avversione al servizio militare da parte delle reclute romane divenne un problema sempre più grave, stando alle leggi del Codice Teodosiano. Verso la fine del IV secolo la pratica dell'automutilazione per sfuggire al servizio militare divenne così comune che dovette essere disincentivata con le punizioni più crudeli. Tra il 396 e il 412, Onorio emanò nove editti sulla diserzione e sulla punizione dei disertori: tale crimine era diffuso in tutto l'Impero, ma sembra fosse particolarmente diffuso in Gallia e in Africa.
Gli agenti dei grandi proprietari terrieri e i piccoli proprietari terrieri opposero resistenza alla partenza dei propri contadini per svolgere il servizio militare per non perdere manodopera. Onorio non minacciò di far bruciare vivo il disertore, come i suoi predecessori nel 382, ma la crescente enfasi delle sue leggi, insieme alla ricerca organizzata che egli istituì, svela la gravità del male. Apparentemente i proprietari e i loro agenti non furono disincentivati nemmeno dal pericolo di confisca dei loro possedimenti a disubbidire a leggi così spesso ribadite. Nel 440, quando l'emergere della potenza vandala in Africa urgentemente richiedeva un incremento dell'esercito, Teodosio II e Valentiniano III furono costretti a rendere il crimine di favorire la diserzione da parte di agenti o coloni punibile con l'esecuzione.
Lungo tutte le frontiere dell'Impero, forti e castelli erano stati per secoli eretti, guarniti da truppe chiamate burgarii, che, come le corporazioni della capitale, erano costretti a una sorta di servitù ereditaria. Verso la fine del IV secolo, queste sentinelle di frontiera, soprattutto in Gallia e in Spagna, cominciarono a disperdersi. Nel 409 un editto di Teodosio II e di Onorio svela lo snudato stato delle frontiere.
In tempi ordinari, gli schiavi, insieme a osti, cuochi e altre persone di umili condizioni, erano escluse dal servizio militare. Nel 406, tuttavia, in seguito all'invasione dell'Italia ad opera delle orde gotiche condotte da Radagaiso, l'Imperatore fu costretto dalle necessità a permettere agli schiavi di reclutarsi con la promessa di una ricompensa in denaro e della loro emancipazione. Nello stesso anno i provinciali liberi di tutto l'Impero ottennero il permesso di prendere le armi per la loro difesa dal nemico invasore. Sembrerebbe che prima di allora, solo in un'altra occasione, Roma fu costretta ad affidare le armi nelle mani degli schiavi, per respingere l'avanzata di Annibale in seguito alla disfatta di Canne.
L'urgenza della crisi era tale che una legge del 404 imponeva a tutti i possessores l'obbligo di dare la loro quota per la preparazione e per il trasporto di rifornimenti per l'esercito, con una pena di quattro volte la cifra dovuta a loro, senza nessuna esenzione, nemmeno per le tenute dell'Imperatore stesso.

## Economia

### Rifornimento della Città Eterna
Rifornire la popolazione della Capitale di grano, vino, olio e di altri alimenti è stato per secoli uno dei primi compiti del governo romano. Quanto fosse pericoloso fallire in questo per la pace della città e per la sicurezza dei ceti più agiati, lo si evince dall'epistolario di Simmaco. Mentre i Goti stavano marciando per il Sannio e per il Bruzio, o Gildone o Eracliano o successivamente i pirati Vandali bloccavano i rifornimenti di grano dall'Africa, il governo si trovava in grosse difficoltà nel provvedere alla sussistenza quotidiana di una popolazione immensa.
Un numero immenso di funzionari pubblici, Navicularii, Pistores, Suarii, Pecuarii, aveva la responsabilità di provvedere al sostentamento di tale popolazione. È evidente, dalla legislazione di Onorio, che tale parte dell'amministrazione imperiale ebbe enormi problemi nell'adempiere al proprio dovere, come conseguenza dell'interruzione dell'arrivo di grano dall'Africa dapprima a causa della rivolta di Gildone, e infine per quella di Eracliano.
Uno dei problemi maggiori per il governo era impedire ai membri di queste corporazioni di disertare ed evadere dai loro obblighi di natura ereditaria. La tendenza del tardo impero era vincolare i figli a svolgere il lavoro dei padri. Ogni fuga era proibita. Agli uomini non era concesso di sposarsi al di fuori della loro corporazione. Se la figlia di un lavoratore appartenente a una determinata corporazione avesse sposato un uomo appartenente a una corporazione diversa da quella del padre di lei, il marito sarebbe stato vincolato a svolgere il lavoro del padre di lei, il suocero. I corporati in compenso godevano di certi privilegi, esenzioni, e le persone a capo di queste corporazioni potevano ricevere il titolo di Comes, ma le loro proprietà, come le loro persone stesse, erano proprietà dello stato. Mantenere un tale sistema di società statica, impedendo ogni evasione da tale rigidità, richiedeva vigilanza costante.
I navicularii, oppressi dai loro obblighi, spesso prolungavano i loro viaggi fino a due anni, per evadere dai loro doveri, con gravi conseguenze: poteva capitare che mentre la città soffriva la carestia ed era in attesa dell'arrivo dei navicularii con i rifornimenti attesi, costoro si attardavano a lungo nei porti rinviando la loro partenza con qualche pretesto, oppure effettuavano viaggi allungati a dismisura a loro profitto. Talvolta i capitani entravano nelle loro navi sotto un altro nome, probabilmente quello di qualche persona di grande importanza, in modo da sfuggire alle proprie responsabilità. I funzionari, che dovevano provvedere al trasporto, spesso erano rei di malversazioni o di negligenza nel loro operato. Le tenute per la funzione furono ritirate da esso con vendite fraudolente.
Intorno al 450 la corporazione dei navicularii si era talmente ridotta di numero per via della diserzione dei propri membri che l'Imperatore fu costretto a ordinare la restaurazione di tutte le persone e tenute alla funzione che loro spettava in precedenza. Un altro editto del 455 obbligò il ritorno alle loro corporazioni di tutti i corporati che avevano disertato i propri doveri, per entrare nell'esercito o nella Chiesa. Un similare comando fu trasmesso nel 412 a tutti i governatori delle province per costringere il ritorno di tutti i corporati della città di Roma che erano migrati dall'Italia. Tale legge, tuttavia, non si riferiva all'evasione da incarichi onerosi, ma alla fuga di massa da tutte le cariche, che aveva avuto luogo durante l'invasione di Alarico, e della quale si possiedono vividi resoconti da San Girolamo e Rutilio Namaziano.

### Servizio postale
In un tempo in cui il movimento rapido delle truppe e degli ufficiali del governo era una questione di grande importanza, le strade principali e il servizio postale sembrano essere finite in cattive condizioni. A partire dal 395 Onorio emanò più di dieci editti su questa questione. In una legge del Codice Teodosiano l'Imperatore ammette che le condizioni disastrose, in cui le strade della prefettura d'Italia erano finite, richiedevano l'esenzione di tutte le classi per la loro riparazione, e ritira l'immunità da tale onere che leggi precedenti avevano loro conferito agli ufficiali di rango illustre. I regolamenti per l'uso di tale titolo imperiale avevano ricevuto attenzioni rigorose da Giuliano e Teodosio.
Un corpo speciale di ufficiali imperiali noti come curiosi aveva il compito di controllare che tali regole non venissero violate. Ma gli editti successivi rivelarono la difficoltà di garantire il rispetto di tali leggi. Onorio dovette prendere provvedimenti ulteriori per proibire l'abuso del servizio. L'uso delle stazioni di posta per i cavalli era proibita con una pesante multa. Stando alla legge del 401, stava diventando un gravoso abuso, e un fardello pesante per i provinciali, che dovevano fornire ulteriori cavalli per le stazioni. In quegli anni, persone dirette in distretti remoti potevano ottenere, con la corruzione o influenzandoli con il proprio rango, agevolazioni di viaggio che erano fatali alla regolarità del servizio del governo e onerose ai provinciali.
Alcuni editti sembrerebbero indicare un declino dell'efficienza del servizio. Un editto del 404 implica che ci fu un fallimento nel rifornimento di servi e ufficiali sulle grandi strade. In Gallia e in Spagna i mulattieri vennero esonerati da parte dei più alti ufficiali alla funzione che essi erano tenuti ad adempiere. Gli animali nelle stalle pubbliche non erano nutriti in modo corretto, a causa della disonestà degli addetti in ciò. La corruzione dilagava, e in una legge i capi del dipartimento ricevettero l'ordine di cessare dalle loro esazioni e conformarsi alle regole dell'antica disciplina. Il corpo degli ufficiali civili detti curiosi aveva, come loro principale funzione, di provvedere con la loro supervisione al corretto funzionamento del servizio postale sulle grandi strade, soprattutto con l'obbiettivo di prevenire l'abuso del privilegio della evectio. Altra loro funzione era quella di visitare distretti remoti, e mantenere informato il governo di ogni movimento sospetto presso la popolazione. È evidente che una polizia di questo tipo in tempi di confusione era aperta ad abusi pericolosi. Questi ufficiali divennero così venali e oppressivi che dovettero essere rimossi in un solo colpo dalla provincia dell'Africa nel 414. A ciò si aggiunse, nel 415, il ritiro dei curiosi dalla Dalmazia e dalle regioni limitrofe.
Nel corso delle incursioni di Alarico, buona parte della popolazione dei distretti invasi, fuggì dalle proprie dimore. Alcuni fuggirono nelle parti della provincia meno colpite dall'invasione, ponendosi sotto la protezione dei grandi proprietari terrieri e venendo così costretti a servirli quasi come fossero loro servi. Altri trovarono rifugio sulle isole dell'Adriatico settentrionale. Nel 410 l'Imperatore Teodosio II, forse su esortazione di Onorio, ordinò che fosse tenuta una rigorosa sorveglianza in tutti i porti della Dalmazia, per impedire a tutti coloro non provvisti di lettere dal governo romano di entrare nei suoi domini. Questa misura fu presa espressamente a causa delle usurpazioni di Attalo e Costantino III, e alla devastazione delle province occidentali ad opera dei barbari. Per rendere effettivo quest'embargo, Onorio distribuì curiosi lungo i numerosi punti di comunicazione tra Occidente ed Oriente, e questi ufficiali abusarono del loro potere impedendo alle persone di trovare riparo in luoghi dove essi sarebbero stati al sicuro, o estorcendo loro denaro in cambio della concessione del permesso di mettersi al riparo. Il male divenne così intollerabile che con un editto del 415 i curiosi vennero perentoriamente rimossi dai distretti a cui avevano nuociuto con tale gravosa sorveglianza.

### Brigantaggio
Il brigantaggio era un male diffuso nell'Occidente romano. Ancora a metà del IV secolo i distretti rurali dell'Italia erano talmente insicuri che in sette province l'uso dei cavalli era proibito, non solo ai coloni e ai pastori, ma persino ai proprietari, salvo motivate eccezioni, e ai loro agenti. I pastori del Sannio, del Piceno e dell'Apulia, descritti come una razza selvaggia e senza leggi, facilmente si univano ai briganti che saccheggiavano i remoti allevamenti di pecore e infestavano le strade che conducevano alla Capitale. Spesso alcuni impiegati delle grandi tenute erano spinti a mettersi in lega con i briganti, in cambio di una parte del bottino; una legge del 383 li minacciava di condanna al rogo per questo crimine.
Nel 391 il diritto di portare le armi, in precedenza negato ai civili, fu garantito a tutte le persone affinché potessero difendersi contro i briganti. Una lettera di Simmaco narra di un amico che non riuscì a spostarsi nella sua villa di villeggiatura nelle campagne della Campania a causa del diffondersi del brigantaggio nelle vicinanze di Roma. In un editto del 399 Onorio ribadisce il divieto di usare cavalli, così necessari alla loro occupazione, ai pastori della Valeria e del Piceno. La diffidenza nei confronti dei pastori, che spesso subivano la tentazione di diventare briganti, è illustrata da una legge del 409, che avvertiva tutti i curiales, possessores e plebei di non inviare i loro figli presso i pastori. Questo editto implica che all'epoca pastore e brigante erano diventati quasi sinonimi.
Ma le bande di fuorilegge erano reclutate in Italia e in Gallia da un'altra classe. I distretti rurali sembrano essere stati infestati da uomini che avevano disertato dall'esercito, e che, in fuga dalla legge, si diedero al saccheggio. Una legge del 403 diede ai provinciali pieni poteri per annientare questi pericolosi disertori, equiparati ai ladroni. Un editto del 406 ordina al prefetto del pretorio di infliggere la pena capitale ai soldati fuggitivi che erano diventati criminali.
Come se non bastasse, le invasioni barbariche spinsero una gran massa di disperati ad abbandonare i loro territori per sfuggire alla loro avanzata: gente povera che aveva perso tutto fu quasi costretta ad unirsi alle bande di briganti che già si trovavano in quelle zone. Per dare a questa gente una possibilità di tornare a una vita retta, nel 416 l'Imperatore proclamò un'amnistia generale per tutta questa classe di crimini, giustificandoli con le calamità di quei tempi che avevano spinto quella massa di disperati ad intraprendere quel tipo di vita.
In generale, i segni di un impoverimento generalizzato divennero sempre più evidenti, e una temibile carestia, che aveva flagellato l'Italia nel corso del 450, aveva spinto molti poveri a vendere addirittura i propri figli come schiavi. Un editto, emanato per suggerimento di Ezio, annullava la validità di tali contratti, risarcendo l'acquirente con la cifra che i genitori avevano versato con l'aggiunta del 20%.

## Cultura

### Letteratura greca e latina
A partire dagli ultimi decenni del IV secolo e fino alla deposizione di Romolo Augusto da parte di Odoacre, ed oltre, l'occidente è percorso da fermenti culturali, artistici, religiosi e filosofici che dettero vita a un vero e proprio rinascimento del pensiero romano di espressione latina, che nel secolo e mezzo precedente era stato messo un po' in ombra da quello di lingua greca. Alcuni storici lo definiscono rinascimento teodosiano (o costantiniano-teodosiano), ma c'è chi preferisce definirlo tardo-antico perché non circoscritto al regno di questo imperatore, dilatandosi con il suo ultimo protagonista, il filosofo Severino Boezio, oltre le soglie del VI secolo.
Alla fine del IV secolo, e per molti secoli a venire, Roma era ancora un prestigioso punto di riferimento ideale non solo per l'Occidente, ma anche per l'Oriente. Si ha quasi l'impressione che la sua perdita di importanza politica, definitivamente sancita già in epoca tetrarchica, le avesse quasi assicurato un ruolo di simbolo sovranazionale di un Impero ormai prossimo al collasso definitivo. Fu allora che venne forgiato il mito di Roma. Scrive a tale proposito un celebre storico: «Il mito di Roma, che avrebbe assillato gli uomini del medioevo e del Rinascimento - Roma eterna, Roma concepita come l'apogeo naturale della civiltà destinato a perpetuarsi per sempre - non fu creata dai sudditi dell'Impero romano classico, fu ereditato direttamente dal patriottismo tenace del mondo latino della fine del IV secolo».. Alcuni grandi uomini di cultura di origine greco-orientale sentirono questo richiamo e scelsero il latino come lingua di comunicazione. È il caso dello storico greco-siriano Ammiano Marcellino, e dell'ultimo grande poeta pagano, il greco-egizio Claudiano (nato nel 375 circa), che adottò il latino nella maggior parte dei suoi componimenti (la sua produzione in greco fu senz'altro meno significativa).

### Urbanistica di Roma
Già all'epoca di Costantino, l'Imperatore si lamentò della negligenza nel mantenere i luoghi pubblici, che li stava rendendo sempre più fatiscenti. Le autorità ricevettero ordini da Graziano e Teodosio di riparare edifici antichi prima di eriggerne nuovi.
Onorio vietò l'alienazione, con ogni pretesto, dei fondi municipali che servivano al restauro o al decoro degli edifici pubblici. In un altro editto, la riparazione degli edifici antichi, caduti in stato fatiscente, risultò essere finanziata dalla rendita delle terre pubbliche. Sembrerebbe che i municipi trovarono una difficoltà sempre maggiore nel provvedere al restauro delle opere pubbliche. L'appropriazione da parte di privati di edifici pubblici è attestata da alcune leggi del periodo. Gli ufficiali pubblici, corrotti, permettevano la demolizione di strutture pubbliche particolarmente pregiate dal punto di vista artistico.
L'Imperatore Maggioriano, nel corso del suo breve regno, tentò di porre fine a tali atti vandalici, denunciando, nelle sue leggi, con genuina indignazione, la negligenza criminale che aveva permesso per lungo tempo di distruggere le bellezze della città venerabile per fornire materiali per edifici privati. Ogni magistrato che avrebbe violato la legge andava punito con una multa di cinquanta libbre d'oro e ogni magistrato subordinato similarmente colpevole andava flagellato e mutilato di entrambe le mani.

### Arte
L'arte teodosiana è la produzione artistica dell'Impero romano durante il regno dell'imperatore Teodosio I (379-395), che continuò sotto i suoi figli e successori Arcadio in Oriente e Onorio in Occidente, fino al regno di Teodosio II (408-450). In questo periodo l'arte romana tardoantica sviluppò una corrente classicheggiante, dai toni aulici e preordinati a una precisa etichetta che dettava forme e contenuti, ancora più che nel precedente periodo dell'arte costantiniana. Le reminiscenze ancora presenti durante il regno di Anastasio I (491-518) sono considerate, forse erroneamente, uno stile tardo-teodosiano.